# Ordem de São Pedro de Cetinje

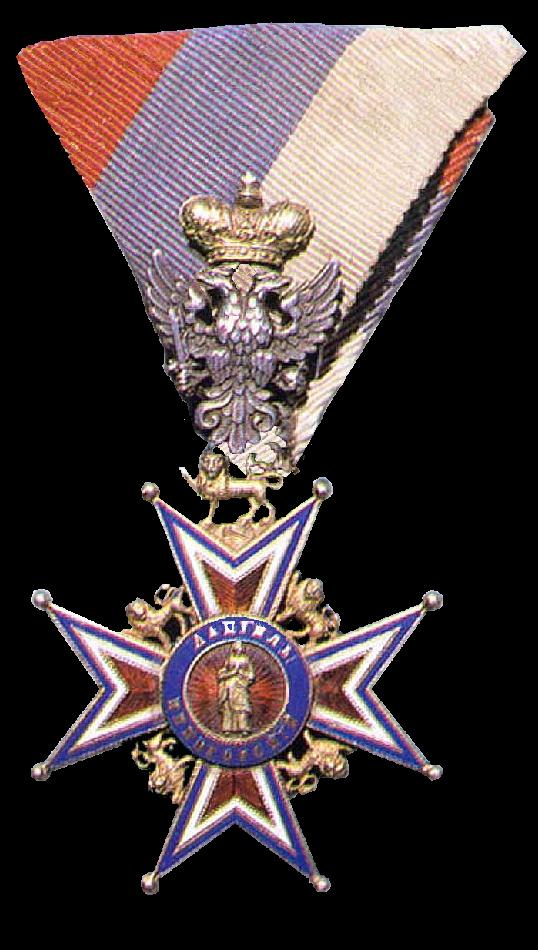
Colar da Ordem de São Pedro de Cetinje.

A Ordem de São Pedro de Cetinje, Cettina ou Cettinje, ou como usaualmente é usado no Montenegro: Орден Светог Петра, (Orden Svetog Petra) foi a primeira Ordem dinástica da casa de Petrović-Njegos.

## História
Esta Ordem foi instituída pelo então príncipe Nicolau I de Montenegro corria o ano de 1869 embora o seu uso só se tenha tornado efectivo com a chegada do Príncipe-bispo (Vladika) Pedro II-Petrovic Njegos ao poder.
Esta ordem foi concedida principalmente aos familiares da Casa Petrović-Njegos, mas também a alguns cidadãos estrangeiros e outros grandes Chefes de Estado e a príncipes estrangeiros e a algumas princesas das casas reais não Montenegro.
Esta ordem ostenta o nome do santo patrono de Igreja Ortodoxa do Montenegro: o Príncipe-Bispo (Vladika) Pedro de Cetinje, personagem que tornou o Montenegro num estado independente.
Com o cair da monarquia no Montenegro esta ordem continuou no entanto a ser atribuída dado o seu valor simbólico.
Esta ordem inclui apenas uma classe: Cavaleiros e damas.

## Notáveis homenageado
- Nicolau I de Montenegro
- Boris de Montenegro
- Verónica Montenegro
- Milena de Montenegro
- Altinaï de Montenegro
- Nicholas Niegosc Petrovich
- Demétrio da Rússia
- Vítor Emanuel III da Itália
- Vitor Emanuel de Saboia
- Marina Doria
- Emanuele Filiberto di Savoia
- John Kennedy Gvozdenovic